# Museo Antonio Felmer
El Museo Antonio Felmer es un museo chileno ubicado en la localidad de Nueva Braunau, comuna de Puerto Varas, en la Región de Los Lagos. Fue creado en 1975 por Antonio Felmer Niklitschek con artículos donados por los miembros de la comunidad alemana del caserío de Nueva Braunau. Se estima que la colección, a 2011, alcanzaba las 3800 piezas en exhibición.
El museo se inspira principalmente en los vestigios dejados por los inmigrantes alemanes que colonizaron las localidades al interior de la región de Los Lagos, donde se intentan conservar sus objetos, rasgos y costumbres.